# Union Polonaise de Football en France
Die Union Polonaise de Football en France (pl. Polski Związek Piłki Nożnej we Francji) war ein polnischer Fußballverband in Frankreich in den Jahren 1924–1950.

## Geschichte

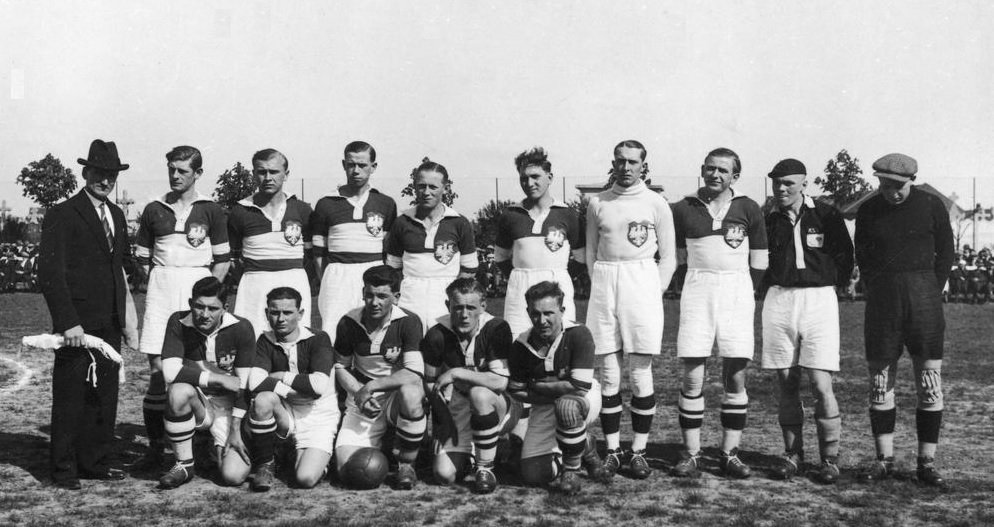
Auswahl-Team des Verbandes in 1939.

Der Verband wurde in Lens im Jahr 1924 von eingewanderten Ruhrpolen gegründet. Vereine, in denen mehr als drei Ausländer spielten, konnten nicht an Wettbewerben teilnehmen, die von der Fédération Française de Football organisiert waren. Polnische Staatsangehörigkeit war eine Voraussetzung für die Mitgliedschaft in den Vereinen des PZPNweF. Zunächst gab es neun Vereine, später stieg die Zahl auf 40. Im Oktober 1929 wurde der Verband als außerordentliches Mitglied im Polnischen Olympischen Komitee angenommen. Der Verband besaß ein eigenes Auswahl-Team, das Freundschaftsspiele u. a. gegen Wisła Krakau, KS Cracovia, Pogoń Lwów und Warta Poznań ausgetragen hat. In der Saison 1935 spielten 12 Teams in der ersten Amateur-Division und 23 Teams auf der unteren Ebene.
Unter diesen Teams, die vor allem aus dem Bergbaugebiet von Nord-Pas-de-Calais stammen waren: Pogoń Auchel, Océan Calonne-Ricourt, Wicher Houdain, Unia Bruay-en-Artois, Olympia Divion, Fortuna Haillicourt, Wiktorja Barlin, Urania Noeux-les-Mines, Wisła Hersin-Coupigny, Naprzód Commentry, Odra Commentry, Fortuna Bethune, Rapid Ostricourt, Ruch Carvin, Gwiazda Lens, Polonia Waziers und Orion Montceau-les-Mines.
Im Jahr 1936 verließen einige Vereine den Verband und wurden Mitglied im kommunistischen Arbeitersportbund Fédération sportive et gymnique du travail (FSGT). Während der deutschen Besetzung Frankreichs, waren die polnischen Clubs weiterhin aktiv. Der PZPN in Frankreich wurde nach dem Krieg reaktiviert. Im Jahr 1945 hatte der Verband 4000 Mitglieder, darunter 843 Spieler in 27 Vereinen.
Am 17. November 1947 entschied sich der Verband, die Zentrale Union der Polen in Frankreich, die die Polnische Exilregierung anerkannte, zu verlassen. In der zweiten Hälfte der 1940er trugen die Vereine des Verbandes Freundschaftsspiele in der Volksrepublik Polen aus. Per Ministerialdekret vom 24. November 1950 wurde der Polnische Fußballverband in Frankreich aufgelöst. Im Jahr 1952 haben sich die meisten Clubs dem FSGT, oder dem Französischen Fußballverband angeschlossen, oder wurden aufgelöst.